# Scymnodalatias albicauda
La bruja de cola blanca (Scymnodalatias albicauda) es una especie muy poco común de escualiforme de la familia Somniosidae, que habita en el océano Índico oriental alrededor del sur de Australia y Nueva Zelanda, a profundidades de entre 150 y 500 m. Su longitud máxima es de 1,1 m.
Esta especie se conoce a partir de unos pocos especímenes capturados por barcos pesqueros de atún. Sus aletas dorsales son pequeñas, las pectorales son angulares y la caudal es asimétrica con un lóbulo superior con la punta de color oscuro.
Su coloración es gris y blanca, además de tener grandes manchas marrones o negras, y la cola en su mayor parte es blanca con las puntas negras.
Su reproducción es ovovivípara, y tiene al menos 59 alevinos por puesta.